# علي توران (سياسي)
علي توران (من مواليد 15 أكتوبر 1959 في أكينجيلار ، سيواس في تركيا ) هو سياسي تركي من حزب العدالة والتنمية وكان عضوًا في البرلمان التركي عن مدينة سيواس في الدورة الـ24 

## الحياة الشخصية
درس في قسم العلاقات الدولية في جامعة طشقند الحكومية

## الحياة السياسية
تم انتخابه نائباً عن مدينة سيواس عن حزب العدالة والتنمية في الانتخابات العامة التركية عام 2011 . 